# Райка американська
Райка американська (Dryophytes cinerea) — вид земноводних з роду Dryophytes родини Райкові.

## Опис
Загальна довжина досягає 4—6 см. Спостерігається статевий диморфізм: самиці більші за самців. Голова майже трикутної форми. Очі середнього розміру. Тулуб стрункий. У самців розвинено горловий мішок. На кінцях пальців усіх лапок присутні круглі присоски, на задніх лапках також є невеликі перетинки. Забарвлення спини трав'янисто-зелене. Черевна сторона світла — бежево-біла. Спинна й черевна сторони розділені яскравою, контрастною білою смугою, яка тягнеться від середини морди приблизно до середини тіла.

## Спосіб життя
Полюбляє вологі місцини, часто зустрічається по берегах водойм, на заболочених ділянках. Веде як наземний, так і деревний спосіб життя. Її можна виявити на гілках дерев і чагарників, під корою, а також у прибережних заростях трав'янистої рослинності. Активна вночі. Живиться комахами та дрібними членистоногими.
Парування відбувається березні амплексусом (самець схоплює самицю ззаду й вводить до її клоаки спермотофори). Самиця відкладає до 400 яєць. Личинки з'являються через 4—14 діб. Метаморфоз триває до 2 місяців. За сезон буває кілька кладок.

## Розповсюдження
Зустрічається від Меріленда до Флориди, від Флориди і Техасу до Арканзасу, західного Теннесі і Іллінойсу.